# Judenbach
Judenbach este o comună din landul Turingia, Germania.